# Luminello
Il luminello è un componente delle armi da fuoco ad avancarica. Su di esso si inserisce la capsula contenente il fulminato di mercurio (o altra sostanza esplodente per percussione) che, colpita dal cane, accende la carica di polvere facendo partire il colpo.

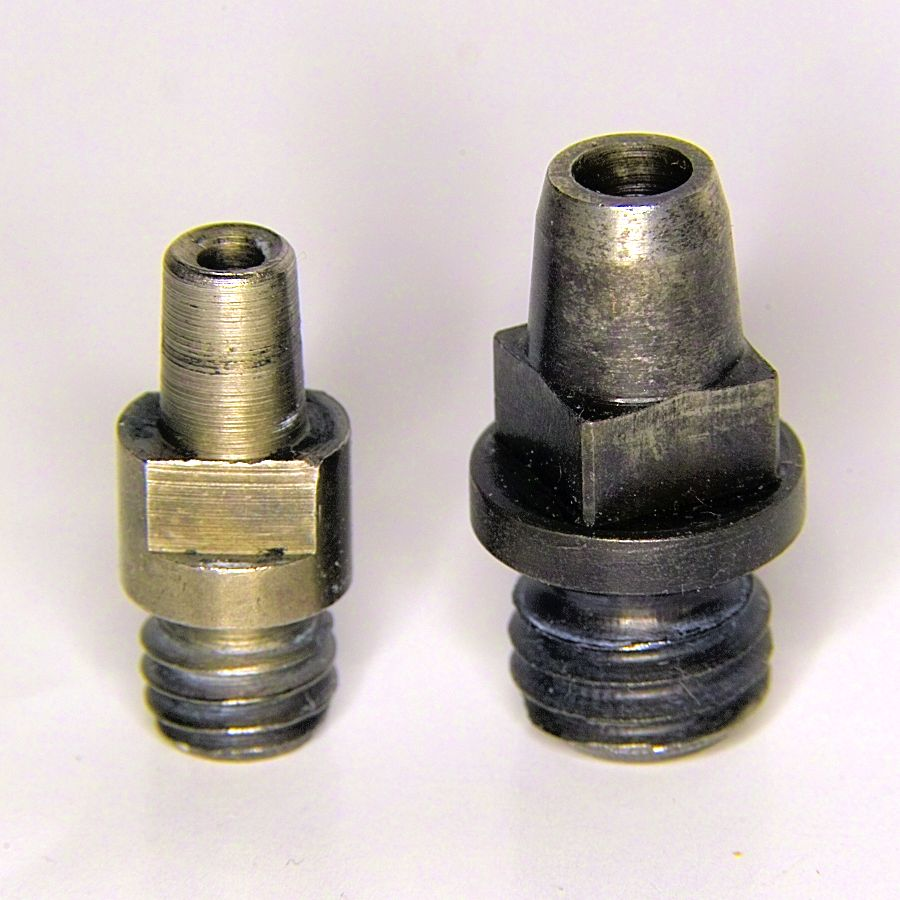
Luminelli di due diverse misure

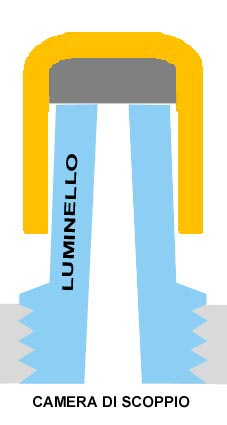
Sezione di capsula posizionata sul luminello

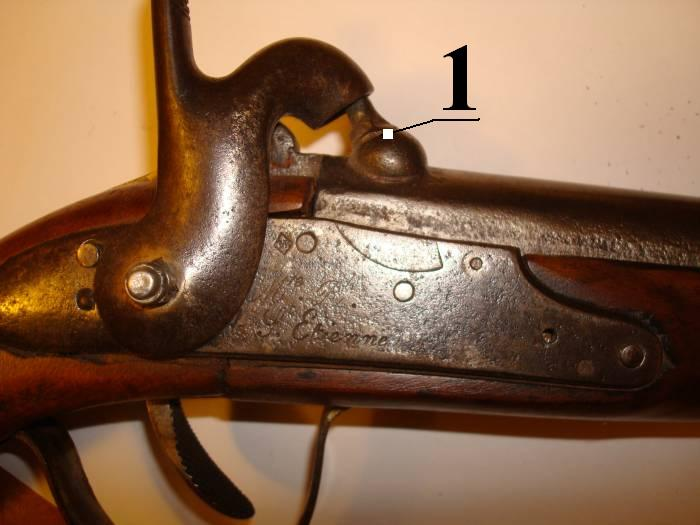
Arma ad avancarica. Con il numero 1 è indicato il luminello

## Storia
Dopo secoli di uso delle armi a pietra focaia, la scoperta dei composti chimici capaci di esplodere per percussione aprì la strada ad altre soluzioni atte a provocare l'accensione della carica di lancio del proiettile. Gli inneschi esplodenti furono sperimentati in vari modi e su molti tipi di acciarini opportunamente modificati ma, tra i tanti, il sistema capsula a percussione – luminello si rivelò il più efficace e sicuro. La sua introduzione risale agli anni intorno al 1830 ed anche se per qualche anno ancora vari sistemi continuarono a coesistere, presto questi furono soppiantati dal nuovo che fu usato fino all'invenzione della cartuccia metallica avvenuta negli anni tra il 1850 ed il 1860.

## Descrizione
Il luminello è composto da una parte cilindrica (o più spesso leggermente conica) forata assialmente sulla quale si inserisce la capsula, e da una parte filettata (forata anch'essa) che si avvita in un corrispondente alloggio della culatta portando il foro in comunicazione con la camera di scoppio. La base del settore cilindrico è provvista di tacche rilevate, di forma quadrangolare, per  permettere la rimozione del componente (tramite un apposito attrezzo simile a un cacciavite).
Il luminello è presente in tutte quelle armi da fuoco (dette ad avancarica) che, all'atto del caricamento, necessitano l'inserimento della polvere e delle pallottole separatamente, cioè di quelle che non usano la cartuccia. È possibile la sua rimozione poiché, essendo queste armi sempre destinate all'uso con la polvere nera, esso si sporca facilmente e le fecce potrebbero ostruirlo rendendo impossibile lo sparo: necessita quindi di una accurata e frequente pulizia (mediante l'uso di acqua e sapone o di solventi appositi). È anche necessario che quando l'arma non viene usata esso venga lubrificato poiché i residui della combustione della materia esplodente contenuta nelle capsule può causarne la corrosione da parte dell'umidità atmosferica. Quando si prepara l'arma allo sparo è opportuno quindi, al fine di rimuovere il lubrificante, sparare prima qualche capsula senza avere inserita la carica di polvere e la pallottola. Questa pratica assicura l'asciugatura del canale ed il passaggio della fiamma all'interno della canna per l'accensione della carica di lancio.
Le dimensioni dei luminelli variano a seconda delle armi sulle quali essi sono montati e del calibro delle capsule. Le misure più frequenti variano tra i 4,5 ed i 6 mm.